# يهود بغداد
اليهود البغداديين أو يهود الهند والعراق أسم يُطلق على مجتمعات المهاجرين اليهود السابقة وأحفادهم من بغداد وأماكن أخرى في الشرق الأوسط تقليديًا. استقر هؤلاء ابتداءا في الموانئ وعلى طول طرق التجارة حول المحيط الهندي وبحر الصين الجنوبي.
بدأت إبان إمبراطورية المغول في القرن 18، رحلات التجارمن بغداد وحلب أنشأت في الأصل جاليات يهوديه-عربيه تتحدث اليهودية في الهند، تلتها شبكة تجارة عبرآسيا، متبعين عادات مزراحي اليهودية. ثم ازدهرت في ظل الإمبراطورية البريطانية في القرن التاسع عشر، وتطورت لتصبح تتحدث الإنجليزية وتوالي بريطانيا.
نمت هذه المجتمعات إلى شبكة تجارية وقرابة محكمه عبر آسيا مع إنشاء مجتمعات بغدادية أصغرخارج الهند في منتصف القرن التاسع عشرفي بورما وسنغافورة وهونغ كونغ وشنغهاي. اُنشِئت البؤرالتجارية البغدادية عبرآسيا الاستعمارية مع عائلات استقرت في ماليزيا واليابان وإندونيسيا وأستراليا حتى الحرب العالمية الثانية، اجتذبت هذه المجتمعات دفعات متواضعة من المهاجرين اليهود من العراق، مع أعداد أقل من سوريا ومصر واليمن وإيران وتركيا.
جلبت الحرب العالمية الثانية الصراع إلى الهند، واحتلت اليابان بورما وهونغ كونغ وشنغهاي، ثم سرعان ما انتهت الإمبراطورية البريطانية في آسيا. بدأت الهجرة الجماعية إلى دولة إسرائيل وبريطانيا وأستراليا التي أُسِست حديثًا، وذلك بسبب الحرب، وعنف التقسيم الهندي، وتصاعد القومية وعدم اليقين بشأن الاستقلال في كل من الهند وبورما. وقطعت طرق التجارة القديمة بواسطة الانتصار الشيوعي الأول في الصين، وخنقت التجارة البحرية في الهند وبورما بسبب تأميمات ما بعد الاستعمار والقيود التجارية، وهاجر اليهود البغداديين بالكامل بحلول السبعينيات. لا تزال العائلات البغدادية اليهودية تلعب دورا رئيسيا في الحياة اليهودية، وخصوصا في بريطانيا العظمى حيث أسر مثل عائلة ساسون وروبنز ذات أهمية كبيرة في مجال الأعمال والسياسة.

## أصول ما قبل الاستعمار
على الرغم من أن التجار اليهود من الشرق الأوسط قد عبروا المحيط الهندي منذ روما القديمة، فإن مصادرمن الإمبراطورية المغولية ذكرت أولاً تجارة التجار اليهود من بغداد مع الهند في القرن السابع عشر.

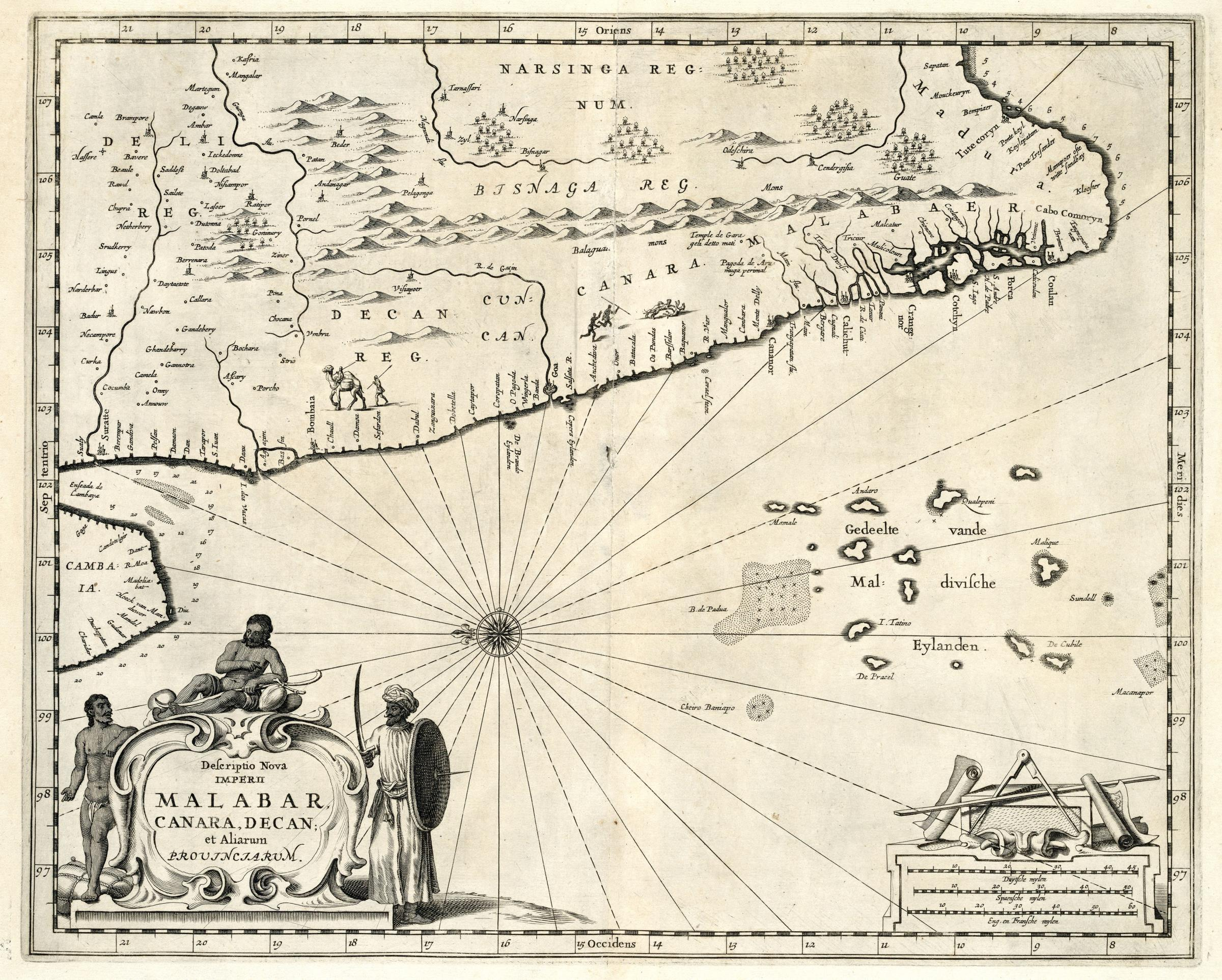
خريطة ساحل مليبار، حوالي عام 1672.

كانت الهند بعيدة عن أن تكون مجهولة للتجار اليهود في الشرق الأوسط. منذ روما القديمة، كان طريق القوافل من الهند ينتهي في حلب، وكانت تجارة التوابل قد ربطت البصرة واليمن والقاهرة بساحل مليبار. ومع ذلك، كان أول من وصل إلى قلب الهند هم التجار اليهود الناطقون بالفارسية (الحلفاء التجاريون المقربون ليهود بغداد والبصرة وحلب).
كانوا مغامرين وصوفيين وتجار، فقد غامروا بالذهاب إلى الهند منذ العصور الوسطى على خلفية غزوات شبه القارة الهندية التي شنها حكام يتحدثون الفارسية من ما يعرف الآن بإيران وأفغانستان. دونت كل من المصادر الفارسية والمغولية التجارة اليهوديه بعد الغزو المغولي للهند في القرن السادس عشر الذي أطلقه الإمبراطور بابور.
لقد ارتقوا ليصبحوا تجارًا وحاشية للمغول. لعب المستشارون اليهود في بلاط أكبرالعظيم في أجرا دورًا ملحوظا في السياسات الدينية الليبرالية لـ «أكبر». في دلهي، كان الصوفي اليهودي التوفيقي سرمد خاساني معلمًا لولي العهد الأمير دارا شيكوه قبل إعدامهما على يد أورنجزيب. كان هناك عدد كافٍ من اليهود في أراضي المغول ليكتب المسافرين البريطانيين عن إنشاء المعابد اليهودية هناك، ولكن لم يبق منها أي أثر أو سجل يهودي. لم يؤسس هؤلاء اليهود أبدًا مجتمعًا دائمًا، لكنهم تركوا أثرا ومسارات للقادمين الجدد من الأراضي الناطقة باللغة العربية.
يمكن العثور على سجلات التجار اليهود المسافرين من بغداد منذ أوائل القرن السابع عشر. كما شهدت هذه البؤر التجارية ومجتمعات المهاجرين الناشئة أن اليهود أصبحوا حاشية للحكام المغول. تجول هؤلاء التجار على نطاق واسع عبرشبه القارة الهندية. شالوم كوهين، الذي أسس مجتمع كلكتا، كان صائغ البلاط لنواب أوده وسافر إلى البنجاب حيث كان يحمل نفس لقب محكمة رانجيت سينغ زعيم إمبراطورية السيخ. مُنح كوهين شرف الركوب مع نواب أوده في فيله الشخصي كما يتذكر مجتمع كلكتا لاحقًا.

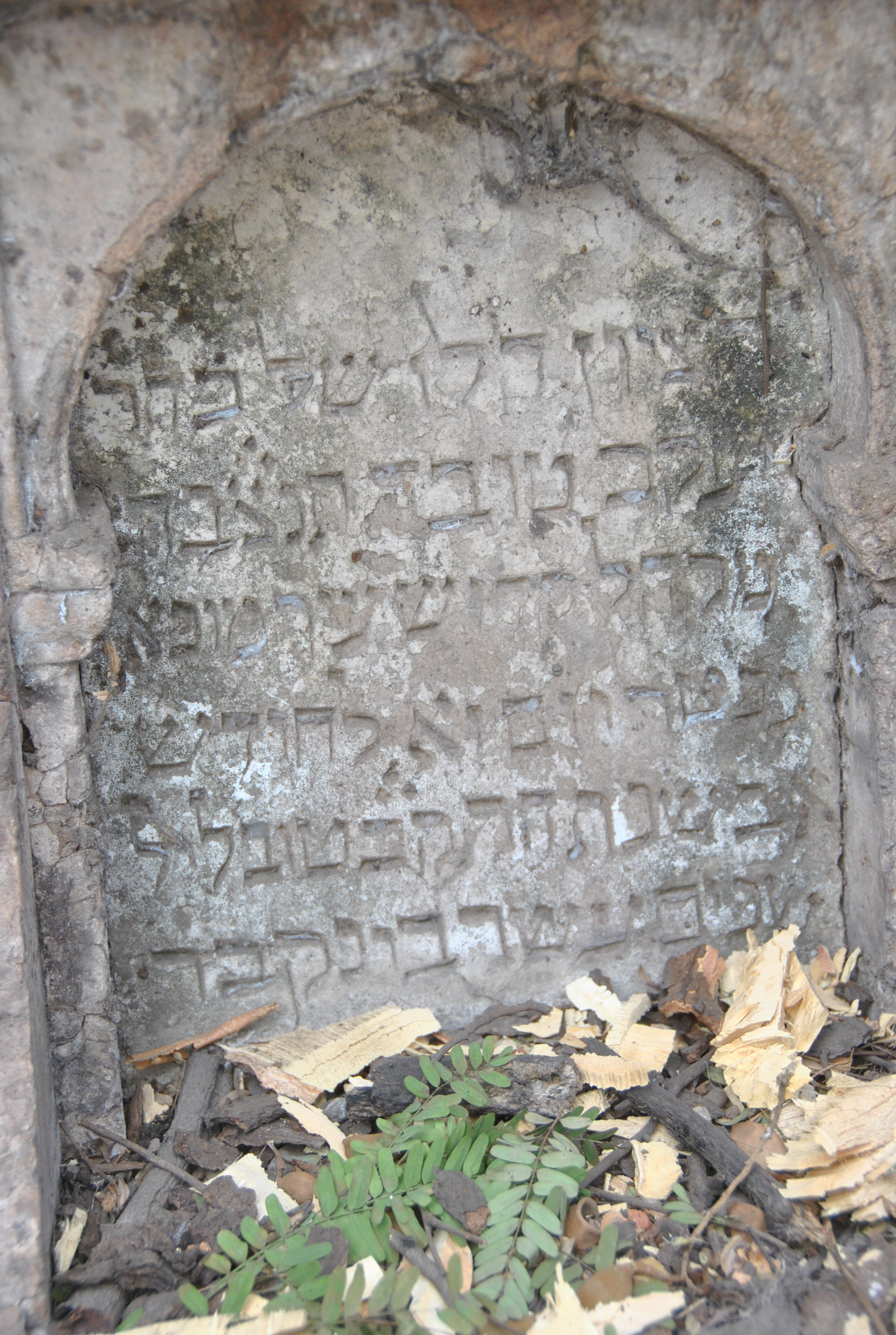
قبر يهودي بغدادي في سورات بولاية غوجارات

تأسست أول مستعمرة تجارية دائمة للبغداديين في الهند عام 1730 في سورات، بعد أن بدأت شركة الهند الشرقية البريطانية التجارة مع البصرة عام 1723. في أوائل القرن الثامن عشر، نمت التجارة بين البصرة وسورات بينما كان الميناء الهندي هو القاعدة الرئيسية لشركة الهند الشرقية البريطانية حتى انتقل إلى بومباي. افتتح جوزيف سيما من بغداد مقبرة وكنيس سورات عام 1730. نما المجتمع البغدادي في سورات، وبحلول نهاية القرن الثامن عشر، شكل ما يصل إلى 100 يهودي من بغداد وحلب والبصرة مستعمرة سورات التجارية الناطقة باليهودية العربية. كان من المقرر أن تصبح هذه أول سلسلة من المجتمعات البغدادية الممتدة من بومباي إلى كوبي في آسيا.
ولكن في أوائل القرن التاسع عشر تقريبًا، ردًا على الحكم المستبد لداود باشا، الحاكم العثماني لبغداد، الذي اضطهد وابتز وسجن العائلات اليهودية الرئيسية في المدينة، بدأت عشائر بأكملها في عبور المحيط الهندي بحثًا عن الأمان والثروة في آسيا. كان سوء حكم داود باشا عندها أصبحت هجرة البغداديين نحو بومباي وكلكتا قوية مع عائلات ساسون وعزرا ويهودا التي غادرت إلى الهند. كانت حلقة الاضطهاد هذه بداية الشتات اليهودي البغدادي مع معلومات مدونة لعشائر بأكملها غادرت المدينة إلى بومباي وكلكتا وحلب والإسكندرية وسيدني.
شكل سوء الحياة اليهودية في المجتمعات القديمة في الشرق الأوسط منعطفًا في منتصف القرن التاسع عشر. إثر المذبحة والتحويل القسري ليهود مشهد عام 1839، والخوف الذي زرعته ثلاث مجازردموية في حلب بين عامي 1841 و1860، واندلاع الطاعون، حيث ضرب بغداد في البداية عام 1831، ثم عاد ليفتك في البصرة وبغداد عام 1841، كل ذلك شجع العشائر اليهودية في الإمبراطورية العثمانية المتدهورة على السعي وراء رزقهم في أماكن أخرى.

## آسيا المستعمرة
جاء اليهود، بشكل أساسي من بغداد، والبصرة وحلب إلى الهند كتجار في أعقاب نمو المجتمعات البرتغالية والهولندية والبريطانية التي أصبحت تعرف سريعا باسم المجتمعات البغدادية بحلول منتصف القرن التاسع عشر، قيل أن التجارة بين بغداد والهند أصبحت بالكامل في أيدي اليهود. في غضون جيل واحد، أسس يهود البغداديون بيوتًا صناعية وتجارية ذات ثروة رائعة، أبرزها عائلات ساسون، عزرا، إلياس، بيليليوس، يهوذا وماير.

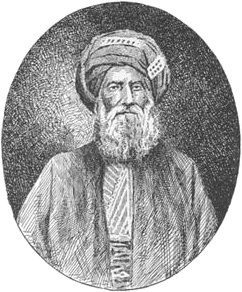
ديفيد ساسون، 1792-1864.

تراجعت أهمية سورات حيث أصبحت كلكتا وبومباي التي تسيطر عليها بريطانيا أكثر أهمية في التجارة مع صعود القوة البريطانية في الهند. انتقلت مستوطنة البغداديين أولاً إلى بومباي بشكل أساسي إلى كلكتا، ثم عاصمة الهند البريطانية ومركزتجارة الجوت والشاش والأفيون. لعب التجار اليهود من حلب (التي كانت تقليديًا نهاية طريق القوافل التاريخي من الهند)، دورًا مهمًا في تأسيس مقبرة كلكتا اليهودية، التي تم افتتاحها عام 1812.[هل المصدر موثوق به؟] 
اختارت هجرة بعض العائلات اليهودية الرائدة في بغداد الهجرة هربًا من اضطهاد داود باشا، افتتح الكنيس الأول، ليحل محل غرفة الصلاة الصغيرة، في عام 1823، ومع توسع المجتمع بسرعة تبعه كنيس ثان في عام 1856. بحلول نهاية القرن التاسع عشر، كان أكثر من 1800 يهودي بغدادي يعيشون في كلكتا. في عام 1884، ثم كُرِسَ كنيس ثالث، كان من المقرر أن يكون الأكبر في آسيا، في كلكتا. كان اليهود البغداديون يعيشون ويتاجرون أيضًا في تشينسورا وتشاندرناغور خارج كلكتا.
شهد صعود كلكتا الاستعمارية صعود تجارة الأفيون مع الصين. حوّل الحكم البريطاني الأفيون إلى سلعة عالمية، وأسس احتكارًا لبيع الأفيون الهندي في عام 1773، وعززبنشاط تصديره، متحديًا قوانين المخدرات الصينية، وخاض حربين لفتح السوق الصينية. هيمن التجار اليهود البغداديين على تجارة الأفيون مع أغلبية تصدرهم لمزاد الافيون من السلطات البريطانية التي تُصَدر إلى الصين بواسطة التجار اليهود البغداديين، الذين تنافسوا مع الماروارى والتجارالفرس في التجارة. سيطرت عائلة ساسون في النهاية على 70 في المائة من تجارة الأفيون من الهند. كما تحققت ثروات كبيرة في تجارة النيلة والحرير والشاش مع دكا حيث تعاون يهود البغداديون مع التجار البنغاليين المسلمين.
إثر وجود المخاوف الكبيرة، بدأت الجاليات اليهودية البغدادية في الهند في التوسع، حيث كانت تسعى إلى جذب المهاجرين اليهود من جميع أنحاء الشرق الأوسط للعمل معهم. بعد التحول في مركز الحكم البريطاني من بومباي إلى البنغال، تخلف مجتمع البغداديين في بومباي في البداية عن ظهوره في كلكتا. انعكست ثروات المجتمع هذه عندما وصل ديفيد ساسون وعائلته في عام 1833.
افتتح الكنيس الأول عام 1861 والثاني عام 1888برعاية عائلة ساسون. المتميزة عن كلكتا، التي كانت مستوطنتها بشكل أساسي من اليهود العراقيين واليهود السوريين، اجتذبت الجالية اليهودية البغدادية في بومباي هجرة يهودية كبيرة من المجتمعات الناطقة بالفارسية في أفغانستان وبخارى وإيران وكذلك العائلات اليهودية من اليمن. تم جذب المهاجرين اليهود من جميع أنحاء الشرق الأوسط للعمل في المصانع والمصالح التجارية لعائلة ساسون. خارج بومباي، أنشئ مجتمع بغدادي في بونا حيث أنشئ كنيس ومدرسة ومستشفى من قبل ديفيد ساسون ومن أجل مطبعة عبرية. سُجِلَ وجود البغداديين في مدراس.

خريطة متحركة تظهر حركة اليهود البغداديين عبر جنوب وشرق آسيا

توسع المجتمع من الهند إلى بورما، وموانئ سنغافورة وهونج كونج وشنغهاي. أُنشِئت هذه على طول طريق الأفيون الذي يمتد بين الهند والصين. في سنغافورة كان شيوخ المجتمع في البداية أبناء حزقيال يهوذا من كلكتا. آنذاك كان أول يهودي بغدادي استقر في بورما عزريا صموئيل الذي وصل إلى ميناء سيتوي على خليج البنغال عام 1841. في نفس الوقت تقريبًا استقر الشقيقان يهوذا وإبراهام رفائيل حزقيال في ماندالاي وعملا كمحاسبين في الديوان الملكي البورمي. أُسِس المجتمع بشكل دائم عام 1880، وجذب النجاح التجاري لليهود البغداديين الآخرين في متاجر الأفيون وخشب الصاج والجوت والتجارة، اجتذب يهود بغداديين آخرين إلى ماندالاي وظهرت مجتمعات في رانغون وباثين.
في أعقاب حظر تجارة الأفيون في أوائل القرن العشرين، استثمر التجار البغداديون اليهود في منتجات القطن والجوت كصادرات أساسية. أدى الارتفاع المفاجئ في الطلب على أكياس رمل الجوت، ولبنات البناء للخنادق على الجبهة الغربية (الحرب العالمية الأولى)، إلى تحقيق ثروات كبيرة للتجار اليهود في كلكتا.
أثناء صعودهم كانت مجتمعات بومباي وكلكتا في قلب شبكة قرابة مجتمعية تربطها موانئ المحيط الهندي وبحر الصين الجنوبي. وصف أحد المراقبين مجتمعات يهود البغدادي بأنهم «على دراية ببعضهم البعض مثل يهود مانشسترمع ليفربول». كانت محركات شبكة التجارة اليهودية البغداديّة عبارة عن شركات عائلية متماسكة بإحكام مثل ديفيد ساسون وشركاه أو ماير براذرز، التي أسسها السير ماناسيه ماير، مع مكاتب ووكلاء أنشأها أفراد العائلة في كل ميناء للشبكة.
قبل الحرب العالمية الثانية كان هناك ما يزيد عن 11000 يهودي بغدادي في آسيا. عشية الحرب وصل عدد سكان البغدادي في كلكتا إلى 3500 وفي بومباي 3000. عبر خليج البنغال في بورما، انتخب كل من رانغون وباثين عمدة يهوديين من البغدادي وبلغ عدد السكان اليهود البغدادي ذروته عند 2500 يهودي في الثلاثينيات. ومع ذلك، لم يتم تأسيس جميع المجتمعات اليهودية البغدادية في هذه الحقبة بشكل دائم مع المجتمع الناطق باليهودية العربية في سيدني الذي أسسته العائلات الفارة من داود باشا التي حلّت المصلين في تسعينيات القرن التاسع عشر.

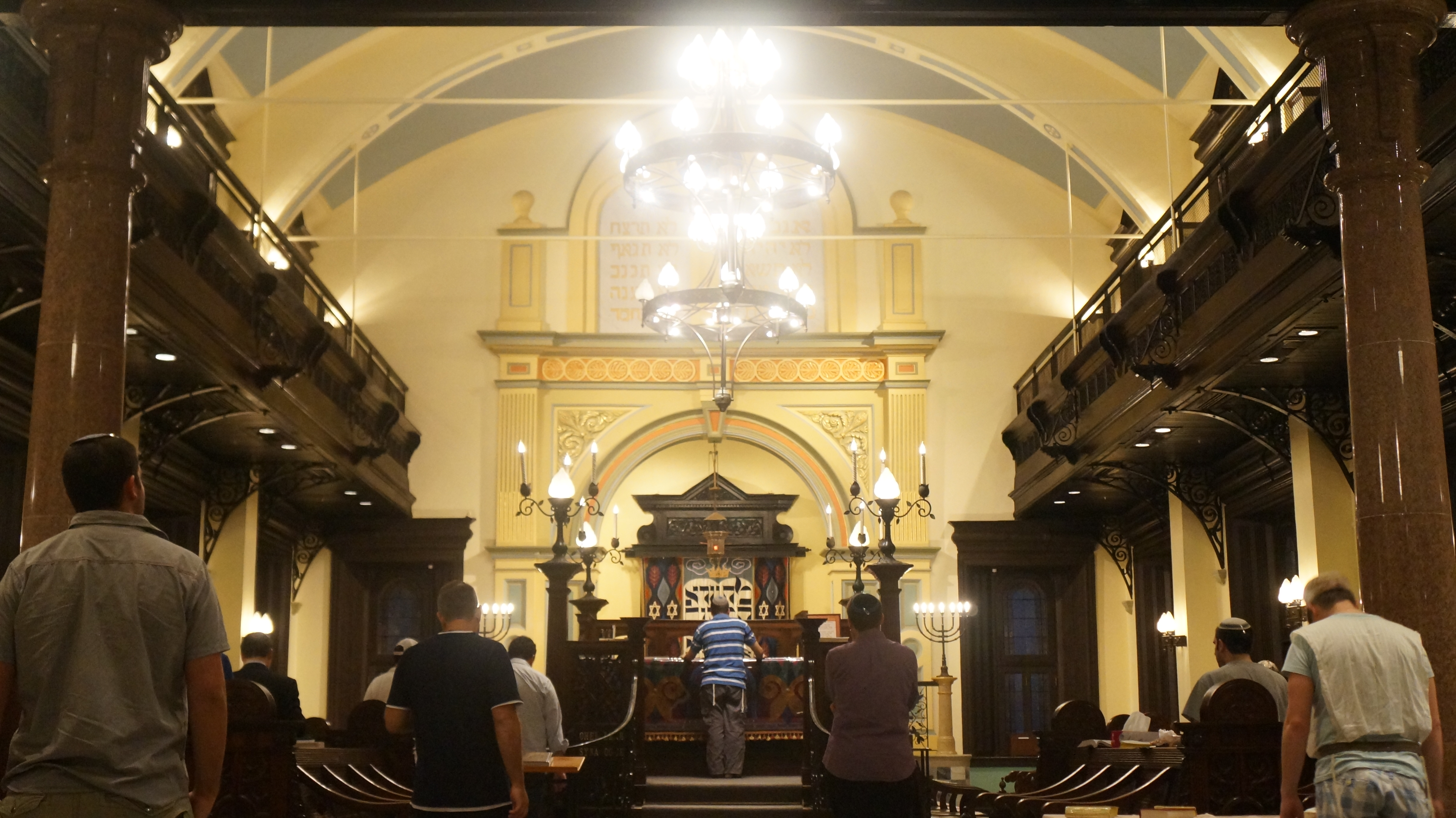
كنيس أوهيل ليا، كنيس يهودي بغدادي في هونغ كونغ

ازدهرت تلك المجتمعات التي أسسها اليهود البغداديون خارج الهند البريطانية خلال فترة الإمبراطورية البريطانية وبلغت ذروتها في عدد السكان قبل الحرب العالمية الثانية بفترة وجيزة وصل عددهم إلى 1500 في سنغافورة و1000 في شنغهاي و150 هونغ كونغ قبل الحرب العالمية الثانية. ازدهرالمجتمع السنغافوري تحت قيادة السير مناسه ماير ومجتمع هونج كونج تحت تأثيرأيمانويل رافائيل بيليوس. كلاهما كان من تجار الأفيون الذين شاركوا في جهود خيرية كبيرة لإنشاء المدارس والمعابد اليهودية. كما تم تسجيل البؤرالاستيطانية للبغداديين على أنها أقيمت في كانتون وتينتسين.
في حين أن سنغافورة وهونغ كونغ وشنغهاي كانت المستوطنات البغدادية الوحيدة التي تنمو بشكل حقيقي إلى مجتمعات كبيرة، بخلاف البؤرة التجارية الصغيرة، كانت توجد مستوطنات صغيرة على الموانئ في ماليزيا وإندونيسيا واليابان، كتابع للمجتمعات الأقوى في الهند وبورما وسنغافورة والصين.
كان هناك مجتمع بغدادي صغير في بينانغ، مع كنيس يهودي ومقبرة يهودية على الطريق بين الهند وسنغافورة، أُسِسَ في سبعينيات القرن التاسع عشر، ولكن خلال تاريخه لم يتجاوز 50 عائلة. إلى الجنوب من سنغافورة، في إندونيسيا، ثم جزر الهند الشرقية الهولندية، أنشئ مجتمع بغدادي صغير من تجار التوابل في سورابايا في جاوة في ثمانينيات القرن التاسع عشر.

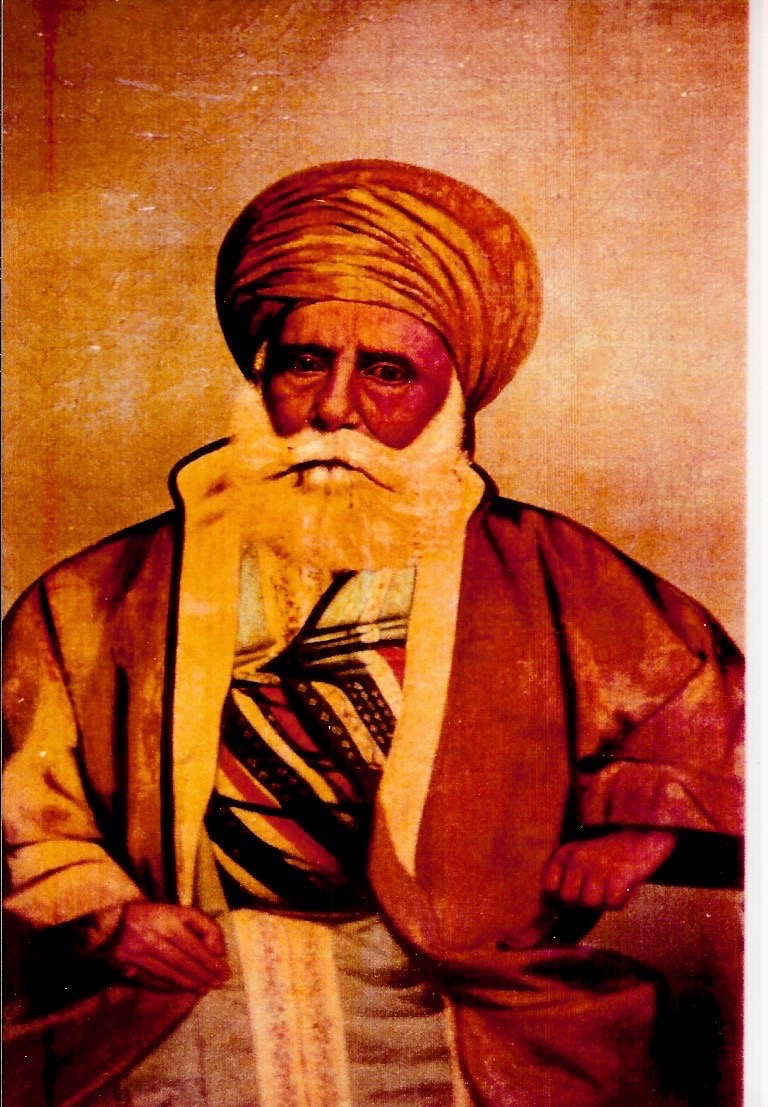
ديفيد جوزيف عزرا، تاجر يهودي بغدادي وزعيم مجتمع كلكتا، أواخر القرن التاسع عشر.

أُنشِئت أكثر البؤر الاستيطانية البغدادية النائية، والتي لا يزيد عدد أفرادها أبدًا عن خمسين عائلة، في اليابان في أبعد مناطق طريق الأفيون. اليهود البغداديون من العراق وسوريا ومصر، الذين تعادلو في البداية تنازلواإلى الرجل، أسست تنازلات ديفيد ساسون موطئ قدم صغير في ناغازاكي ويوكوهاما وكوبي. الكنيس البغدادي الوحيد في اليابان، الذي يوحد مجموعات الصلاة الصغيرة، افتتحه يهود حلب عام 1912. حل التجار البغداديون في البداية في ناغازاكي ويوكوهاما، ثم انتقلوا إلى كوبي، التي أصبحت نقطة محورية لهم، بعد زلزال عام 1923.
مع توطيد السلطات الإمبراطورية، وجد اليهود البغداديون أنفسهم في وضع حرج في آسيا الاستعمارية.لم يكونوا يُعتَبرون هنودا ولا غربيين، لا سمرا ولا بيضا وشركاء مع كل من المصالح الغربية والهندية. من الناحية القانونية، كانوا يعيشون على الهامش، وغالبًا ما تكون جنسيتهم غير واضحة، بعد أن ورثوا ما أعتُبر نظامًا سياسيًا حديثًا مبكرًا. 
قبل الحرب العالمية الأولى، من الناحية النظرية كان اليهود البغداديون في الغالب من رعايا الإمبراطورية العثمانية. ابتداءً من عام 1870 بدأ زعماء الطوائف في الضغط المستمر على السلطات الاستعمارية البريطانية لتسجيلهم على أنهم من البيض والبريطانيين والأوروبيين. لم يُمنحوا هذا مطلقًا. ولم يُقبل طلبهم، مع استثناءات قليلة، للأندية الأوروبية فقط التي كانت مركز الحياة في الإمبراطورية البريطانية. مُنع اليهود البغداديون من الترشح في القوائم الانتخابية الأوروبية في الهند.، تشبث اليهود البغداديون بشدة بهويتهم اليهودية سواء كانوا في الداخل أو الخارج.
خارج الهند، سعى اليهود البغداديون للحصول على الحماية الفرنسيه أو البريطانيه في الصين. حصل عليها قليل من الأثرياء، بينما رُفض ذلك بشكل روتيني لغير الاثرياء من قبل المسؤولين البريطانيين. زاد القلق بشأن وضعهم القانوني في الفترة التي سبقت الحرب العالمية الثانية.
ونتيجة لذلك، كان اليهود البغداديون مصممين على إثبات أنهم مجتمع موالٍ للسلطات البريطانية طوال فترة الاستعمار. عمل التجار البغداديون اليهود كوكلاء سريين لشركة الهند الشرقية، وقدموا المساعدة للمدنيين البريطانيين خلال حادثة 1756 المعروفة باسم الثقب الأسود في كلكتا، ومثل العديد من التجار والمهاراجا الأجانب والهنود قدموا تبرعات كبيرة للجيش البريطاني خلال ما يسمى تمرد هنديسنة 1857. تم غناء God Save The Queen تكريماً للسيادة الإمبراطورية البعيدة في المدارس التي أسسها ديفيد ساسون، الذي لم يكن هو نفسه يتحدث الإنجليزية.

## ثقافة اليهود البغداديون
كان يهود البغداديون ينتشرون عبر القارات عبر تعزيزأواصر القرابة والثقة في جميع أنحاء المراكز التجارية في المحيط الهندي. كانوا متحدين بشكل وثيق من خلال الروابط الدينية واللغوية والعائلية. «الزواج» على وجه الخصوص، ربط مجتمعاتهم ببعضها البعض. تُرسل العرائس، وأحيانًا العرسان، من مجتمع إلى آخر. غالبًا ما يتداخل العمل مع الروابط الأسرية، مما يخلق تحالفات قوية. الكنيس والمدارس والصناديق الخاصة أقامت شبكات دعم برعاية التجار الأثرياء. شبكة القرابة هذه تعني أن المجتمعات اليهودية العربية، التي أسسها عادةً مهاجرون يهود من نفس العائلات والعشائر في الشرق الأوسط، والتي نشأت في بورما وسنغافورة وماليزيا والصين، كانت مترابطه فيما بينها.

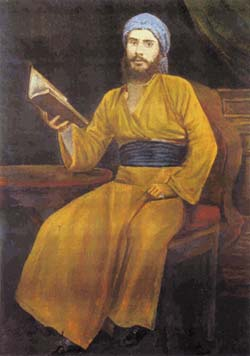
الحاخام توينا من كلكتا، 1885-1913.

يمكن رؤية حياة شبكة قرابة البغداديين على طريق الأفيون بشكل أفضل في حالة السير ماناسي ماير. الذي ولد في بغداد عام 1846 وتلقى تعليمه الابتدائي في كلكتا، وتعليمه الثانوي في سنغافورة، قبل أن يعود إلى كلكتا لتعلم ضبط الحسابات ثم ينتقل إلى رانغون، بورما، لتأسيس شركة صغيرة. من هناك عاد إلى سنغافورة، وأسس شركة استيراد وتصدير، قائمة على احتكار الأفيون مع الهند. حصل على وسام فارس في عام 1906 لخدماته في سنغافورة بعد أن رعى بناء كنيسين يهوديين وأنشأ عقارات على نطاق واسع. ومع ذلك، ظل طوال حركته راسخا ضمن شبكة البغداديين الناطقة باليهودية والعربية.

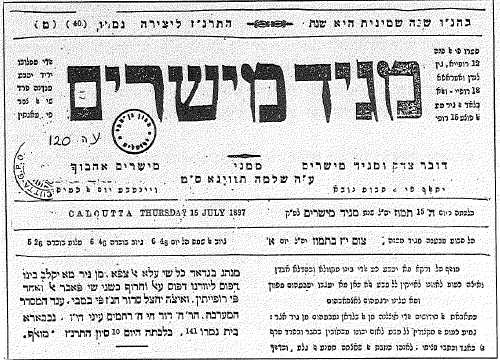
ماجيد مشريم، جريدة كلكتا اليهودية العربية، 1890–1901.

ضمن مجتمعات البغدادي هذه، كانت الغالبية من أصول يهودية عراقية، لكن عائلات من سوريا واليمن ومصر وأفغانستان وإيران وقله من اليهود السفارديم من إيطاليا وتركيا انضموا واندمجوا في مجتمع البغدادي. بالنسبة لمعظم الناس، كان مجرد التوسع الشرقي لأنماط مرتبطة بشكل وثيق من القرابة اليهودية العابرة للحدود، والتجارة والتبادل التي كانت موجودة منذ قرون، انتقلت من الشرق الأوسط والبحر الأبيض المتوسط إلى آسيا الاستعمارية. في العالم اليهودي في الشرق الأوسط، كان اليهود البغداديون يعتبرون مغامرين ورواد أعمال.
على عكس اليهود الأشكناز الذين غادروا إلى أمريكا، حيث كانوا فقراء وتم تسجيلهم من قبل شيوخهم بأنهم كذلك، شمل يهود الشرق الأوسط الذين غادروا إلى الهند بعض العائلات اليهودية الرائدة في بغداد، وأُعتُبِروا شخصيات محترمة ورعاة الحياة الدينية في العراق. كل من عائلة ساسون، التي استقرت في بومباي في موعد لا يتجاوز 1832، وعائلة يهوذا، التي غادرت إلى كلكتا في عام 1825، كانت تعتبر من العائلات اليهودية الرائدة في بغداد. كان حزقيال يهوذا [الإنجليزية]، الذي أسس كنيسين يهوديين في كلكتا، من نسل سليمان معتوق [الإنجليزية].
ومع ذلك، فإن هذه الثروات الكبيرة عند اليهود البغداديين خادعة فهي تنحصر بين عدد قليل منهم أما بالنسبة للغالبية العظمى من المجتمع، فقد كانوا يعيشون على حافة الفقر، مثل الباعة المتجولين وأصحاب الأكشاك وعمال المطاحن ورجال العربات وغيرها من الوظائف المماثلة. كان يهود الطبقة الوسطى يضاربون بالأفيون ويعملون كسماسرة. كانت هناك تفاوت كبير بين العائلات اليهودية البغدادية الرائدة، مثل عائلة عزرا وعائلة ساسون، التي صارت أكثر ثراءً وأكثر توجهاً نحو بريطانيا خلال هذه الفترة، وبقية المجتمع. من الناحية السياسية، كان البغدادي اليهودي يشبه الأوليغارشية، مع كل القوة والسلطة لتمثيل المجتمع تجاه السلطات الاستعمارية المكتسبه للعائلات الرائدة، كما كان الحال تقليديًا في الشرق الأوسط.
في البداية، احتفظت المجتمعات اليهودية البغدادية التي نشأت في الهند بروابط ثقافية ودينية وثيقة ببغداد. كانت الحياة الفكرية قوية بما يكفي في منتصف إلى أواخر القرن التاسع عشر للحفاظ على مطبعة في الهند لليهود البغداديين باللغة اليهودية العربية. قامت دور النشر اليهودية الصغيرة في كلكتا بترجمة المواد الأدبية والتاريخية والدينية والمناهضة للتبشير إلى اليهودية العربية بينما طُبعت النصوص الدينية أيضًا بالعبرية. كما تم نشر الصحف والدوريات البغدادية باللغة اليهودية والعربية، مع بعض الأجزاء العبرية، في الهند. بدأت هذه المطبعة البغدادية في عام 1855 بدعم من ديفيد ساسون، بدأت مجلة دورية في بومباي لخدمة النخبة التجارية في المجتمع. وانضمت إلى ذلك أربع صحف ودوريات بغداديّة يهودية عربية أخرى في كلكتا. تُرجمت الروايات والأدب من الحركة الصهيونية الأوروبية وحركات هسكالا إلى اليهودية والعربية في كلكتا. في مطلع القرن العشرين، يبدو أن الحياة الفكرية اليهودية في كلكتا قد تضاءلت.

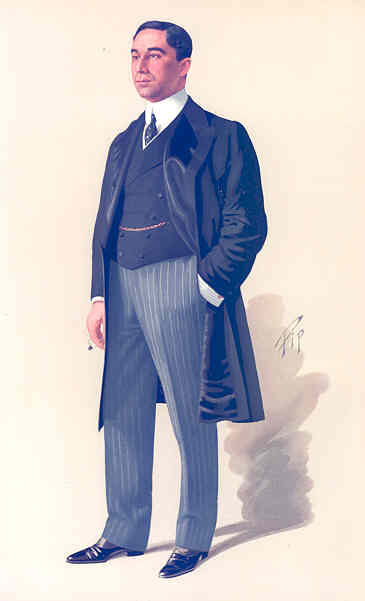
رافائيل إيمانويل بيليليوس، ولد في هونغ كونغ وتأسس لاحقًا في بريطانيا، 1881-1922.

تدهورت بغداد في القرن العشرين، وأصبحت الإمبراطورية البريطانية أكثر أهمية لليهود البغداديين. تبنى البغداديون الأغنياء الملابس الأوروبية وطلبوا التعليم البريطاني لأطفالهم بينما استمر البغداديون الأفقر، وخاصة النساء، في ارتداء الزي العربي. إن ارتفاع مستوى التعليم والعمل البريطاني في الأمبراطوريه البريطانيه أدى باليهود البغداديين بالتحول إلى اللغة الإنجليزية كلغه أولى، سواء في التجارة الدولية أوالمكانة الثقافية في الهند. في القرن العشرين، أراد اليهود البغداديون الاندماج في المجتمع الأوروبي الاستعماري واعتبارهم أوروبيين ثقافيًا وعرقيًا. إلى جانب الاحتفالات الدينية، بدأ اليهود البغداديون في تبني عناصر من أنماط الحياة في أوروبا الغربية. لكن البغداديين ظلوا مهمشين في المجتمع الأوروبي الاستعماري وتم استبعادهم طوال فترة الراج من العديد من النوادي الاجتماعية التي حدت من قبول الأوروبيين.
أدى هذا التغريب إلى إغلاق جميع المنشورات اليهودية العربية في الهند بحلول بداية القرن العشرين. وقد حلت محلها ثلاث صحف جماعية ناطقة بالإنجليزية متعاطفة مع الصهيونية في كلكتا في عشرينيات وأربعينيات القرن العشرين. في حين أن العديد من أغنى العائلات البغداديه بقيت بمعزل عن الصهيونية في أواخر القرن التاسع عشر وأوائل القرن العشرين، أنشأت الطبقة الوسطى في المجتمع جمعيات صهيونية في بومباي وكلكتا.
من الناحية الدينية، لم يقم اليهود البغداديون بتدريب حاخاماتهم، لكنهم طلبوا التوجيه والقرارات بشأن مسائل القانون اليهودي من حاخامات بغداد، محافظين على تقاليد وطقوس يهود العراق. كانت الخطب حتى الحرب العالمية الأولى تُلقى باليهودية العربية، وبعد ذلك أصبح استخدام اللغة الإنجليزية هو السائد. بعد الحرب العالمية الأولى، بدأ اليهود البغداديون بإحالة أسئلتهم الدينية إلى كبير الحاخامات السفارديم في بريطانيا. الطقوس المتعلقة بالختان والخطبة وحماية المولود الجديد حافظت على العادات اليهودية العراقية. صارت احتفالات الزفاف اليهودي البغدادي تدريجيًا بشكل أقل شرق أوسطي وأوروبي في القرن العشرين.
طوال هذه الفترة، نصبت العائلات اليهودية البغدادية الرئيسية نفسها كراعٍ للحياة الدينية لليهود الشرقيين في الشرق الأوسط. في جميع أنحاء سوريا والعراق، دُعِمت المدارس والمعابد اليهودية والمدرسة الدينية والمؤسسات الخيرية من قبل التجار اليهود البغداديين في بومباي وكلكتا. سعت المجتمعات المتصارعة في جميع أنحاء الشرق الأوسط للحصول على دعم الرعاة في آسيا مثل عندما طالب اليهود اللبنانيون مويس ساسون من كلكتا لرعاية بناء كنيس ماجن أفراهام في بيروت. دُمِرت جميع هذه الأعمال تقريبًا بعد البدايات أو أدى الصراع العربي الإسرائيلي إلى هروب وطرد هذه المجتمعات اليهودية القديمة من الأراضي العربية. اليوم، لم يبقَ على قيد الحياة سوى مدرسة بورات يوسف الدينية في القدس، التي تأسست بتبرعات من يهود كلكتا البغداديين.

## تراجع ما بعد الاستعمار

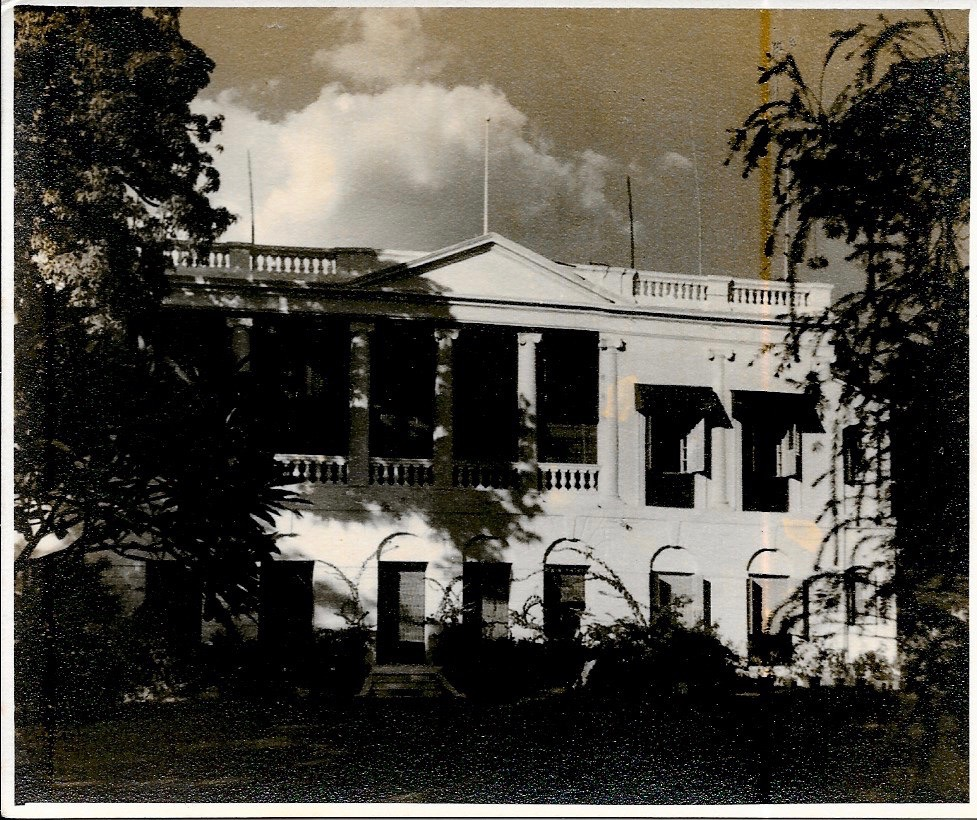
منزل مويس أبراهام ساسون في كلكتا. أحد المساكن الكبرى لنخبة التجار اليهود البغداديين في أوائل القرن العشرين.

نظرًا لأن الحرب العالمية الثانية شهدت فرار معظم يهود بورما البغداديين، وكذلك العائلات الفردية من جميع أنحاء آسيا، من الاحتلال الياباني لبورما، فقد تضخم عدد السكان اليهود في كلكتا، قلب شبكة البغداديين، بلغ عددهم مع اللاجئين إلى أكثر من 5000 فرد. فر عدد قليل من اليهود من أحداث الفرهود عام 1941 في بغداد إلى بومباي. حتى بعض العائلات اليهودية البغدادية البارزة التي استقرت في بريطانيا، اختارت العودة إلى الهند عندما بدأت المحرقة النازية في ذبح يهود أوروبا. على الرغم من تقديم الهند هذا المكان كملجأ، إلا أن الحرب العالمية الثانية كانت بداية النهاية لعالم البغدادي القديم.
شهد الاحتلال الياباني لبورما وشنغهاي وهونغ كونغ وسنغافورة وإندونيسيا احتجاز الكثير من مجتمع البغدادي من قبل الجيش الياباني. مع انتهاء الحرب، أكتُشف بأعجوبة لبقية العالم البغدادي أن رحمو ساسون، زعيم المجتمع اليهودي البغدادي الصغير في كوبي، في اليابان نفسها، تفاوض بمهارة مع السلطات اليابانية لضمان عدم تعرض اليهود للأذى خلال الحرب العالمية الثانية. على الرغم من ذلك، احترق كنيس البغداديين الوحيد في اليابان في كوبي خلال غارة جوية أمريكية.
في الهند قلب العالم البغدادي، بشرت نهاية الحرب بانهيار النظام القديم. في هذه المرحلة، انتشر الصراع العرقي والعنف السياسي والخوف من الحرب الأهلية في الهند عشية الاستقلال الهندي. أدى الانفجار العنيف لعمليات القتل واللاجئين في أعقاب تقسيم الهند إلى تفاقم مخاوف البغداديين بشأن المستقبل. بدأ مجتمع البغداديين بمغادرة آسيا بعد تغيرها بسبب الحرب، حيث يخشى الكثيرون من أن تصبح الهند وبورما شيوعيتين أو معاديتين للأعمال التجارية التي ليست بأيدي الهنود أو البورميين بمجرد مغادرة البريطانيين. في هذه الأثناء، في الشرق الأوسط، أدى قيام دولة إسرائيل واندلاع الصراع العربي الإسرائيلي إلى بدء الهجرة اليهودية من الأراضي العربية والإسلامية. أما في العراق، فقد غادرت كل الجالية اليهودية العراقية القديمة تقريبًا إلى إسرائيل بحلول عام 1950مدفوعًة بالاضطهاد والترهيب الرسمي.

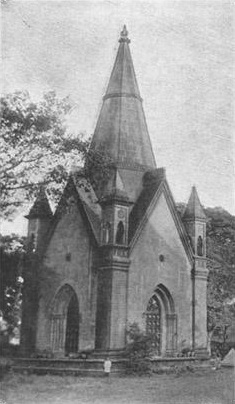
قبر ديفيد ساسون في بيون، الهند.

في البداية، بدأت العائلات القيادية، ثم بقية المجتمع في الهجرة الجماعية. بدأ هذا النزوح الجماعي المستمر من بومباي وكلكتا. اتبع الأثرياء طريق عائلة ساسون إلى بريطانيا، في حين انجذب الفقراء إلى دولة إسرائيل الجديدة أوالى أستراليا بسبب قيود الهجرة المخففه. كانت بومباي وكلكتا قلب عالم البغداديين، ومركز التجارة والثقافة والحياة المجتمعية. ما لبثت أن تدهورت، تبعتها المجتمعات النائية.
بعد الحرب، اختفى النظام الإمبراطوري والحدود المفتوحة التي جعلت عالم البغداديين العابر للحدود الوطنية ممكنًا. في شنغهاي، أدى الانتصار الشيوعي في الحرب الأهلية الصينية في عام 1949 إلى قطع الروابط التجارية التي يعتمد عليها المجتمع. أولئك الذين فروا من الاحتلال الياباني اختاروا عدم العودة. بحلول عام 1950، كان المجتمع قد اختفى تمامًا. وفي الوقت نفسه، في هونغ كونغ، على الرغم من الظروف المواتية للحكم البريطاني، شهدت الهجرة انخفاض أعداد اليهود البغداديين إلى أقل من 70 بحلول الستينيات.
في بورما، فرض الاستقلال في عام 1947 بالمثل حاجزًا تجاريًا ونظامًا قوميًا شعر اليهود البغداديون أنه لا مكان لهم فيه. في سنغافورة، مع حظر التجارة مع الصين والهند وبورما، تقلصت الجالية اليهودية إلى 180 بحلول الستينيات.
دفعت موجة أخيرة من الهجرة المجتمعات المتقلصة في الهند وبورما إلى الانقراض الفعلي، كانت ناجمة عن موجة من عمليات التأميم والقيود التجارية في فترة ما بعد الاستعمار في الهند وبورما في الستينيات. شهدت الانتخابات في ولاية البنغال الغربية قيام حكومة يهيمن عليها الحزب الشيوعي الهندي (الماركسي) بالاستيلاء على السلطة في كلكتا في عام 1967. أدت عمليات تأميم الشركات القديمة من الحكم البريطاني والقيود المفروضة على العملة إلى اختناق الحياة الاقتصادية وانكمش مجتمع البغداديين من 500 إلى أقل من 100 بحلول السبعينيات. وفي نفس وقت التأميم في بورما شهدت فترة الستينات إغلاق المعابد ومغادرة الحاخام الماضي البلاد في عام 1969.
على الرغم من هذا التراجع السريع وتشتت المجتمعات اليهودية البغداديه، فإن أفراداً من اليهود البغداديين لعبوا أدوارًا محورية في دول آسيا المستقلة حديثًا. كان أول وزير لسنغافورة ديفيد مارشال يهوديًا بغداديًا. في الهند، حصل اللفتنانت جنرال جي إف آر جاكوب [الإنجليزية]، وهو يهودي بغدادي من كلكتا، على شهرة وطنية بصفته لواء ورئيس أركان الجيش الهندي الذي هزم الجيش الباكستاني في شرق باكستان في حرب تحرير بنجلاديش عام 1971، وعمل لاحقًا حاكمًا على ولايات غوا والبنجاب الهندية.
ومع ذلك، لم ينظر مجتمع البغداديين إلى نزوحهم على أنه مأساة. تحدثت المذكرات التي كتبها المؤلفون اليهود البغداديون باعتزاز عن بورما وسنغافورة وشنغهاي وهونغ كونغ، وحقيقة أنهم لم يتعرضوا أبدًا لمعاداة السامية في الهند، والتي كان يُنظر إليها على أنها كنز فريد. شبكة المدارس البغداديه اليهودية، الإنجليزية واليهودية والطموحة في التوجيه، هيأتهم للحياة في بريطانيا أو إسرائيل، وليس في آسيا ما بعد الاستعمار. وبدلاً من التركيزعلى أحزانهم، تركز هذه المذكرات على ما دفع يهود البغداديين إلى مغادرة آسيا، وبشكل رئيسي الإحساس بأن الفرص التي جلبت أسلافهم هناك قد جفت، وأن الكنوز الجديدة تكمن في الغرب.
في أوائل القرن الحادي والعشرين، كانت مجتمعات البغداديين في الهند وبورما على وشك الانقراض تمامًا. المجتمعات البغداديه مهما كانت صغيرة وتعاني في هونغ كونغ وسنغافورة الا أن المعابد البغداديه لا تزال تعمل في كلتا المدينتين، على الرغم من ان اعداد اليهود وخصوصا في الولايات المتحدة، إسرائيل، فرنسا والمملكة المتحدة قد أزداد عدده الا انهم يتجهون إلى الأعمال التجاريه في آسيا.
توجد اليوم المعابد والجمعيات التي تتبنى التقاليد اليهودية البغدادية في بريطانيا وإسرائيل وأستراليا والولايات المتحدة. لكن في مجتمعات البغداديين التاريخية في آسيا، تستمر المعابد اليهودية التي أسسها في الأصل يهود بغداديون في كل من هونغ كونغ وسنغافورة في تقديم خدمات منتظمة.

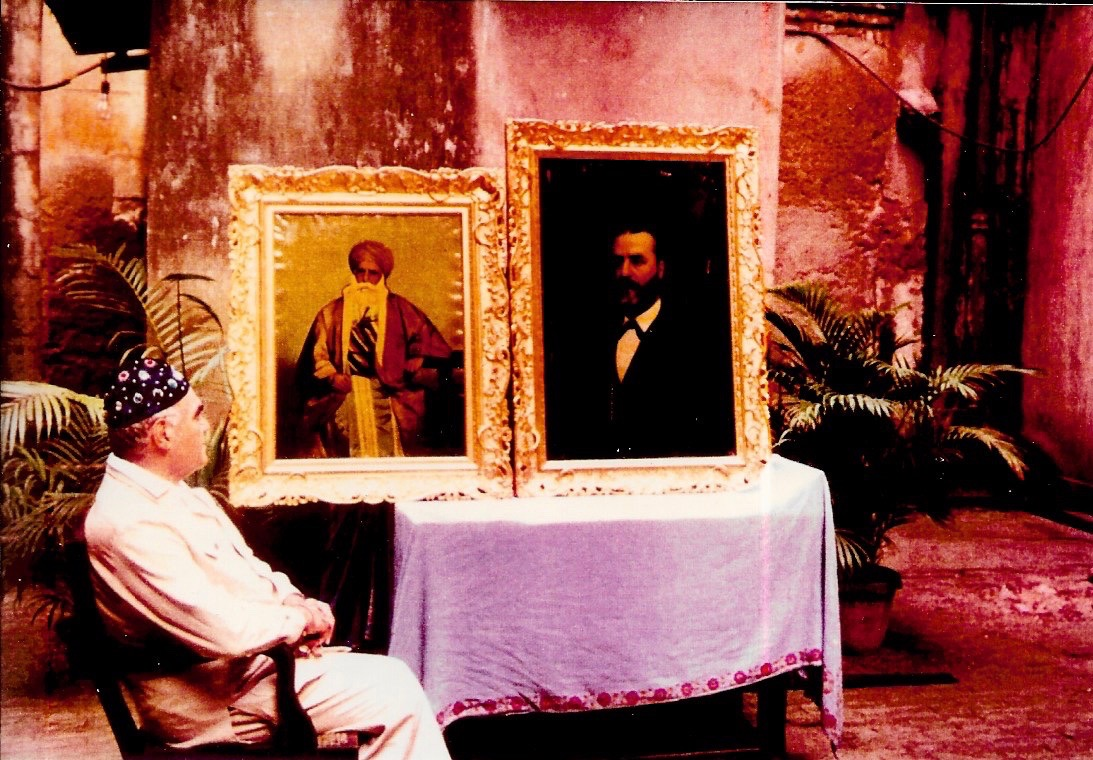
رجل يهودي بغدادي في كلكتا يفكر في تراثه. أواخر القرن العشرين.

تستمر العائلات من أصل يهودي بغدادي في لعب دور رئيسي في الحياة اليهودية وخاصة في بريطانيا العظمى، التي انجذبت إليها العائلات الرئيسية بعد الحرب العالمية الثانية. تأسست عائلة ساسون في لندن، وتمتعت بصداقة إدوارد السابع، وأنشأت بارونه وشهدت إستيزار فيليب ساسون. وفي الوقت نفسه، لعبت عائلات بغدادية أخرى مثل عائلة روبنز دورًا رئيسيًا في الأعمال التجارية البريطانية، بينما اكتسبت عائلات أخرى مكانة بارزة في الفنون والصحافة، مثل جيري جودا وتيم جودا.

## أطباق
المطبخ اليهودي البغدادي التقليدي هو مطبخ هجين، مع العديد من التأثيرات العربية والتركية والفارسية والهندية. تشمل الأطباق البغداديه الشهيرة لحم البقر بالكاري والبرياني البغدادي والباراتا اليهودي البغدادي. كما تحظى نسخة البغدادي من دجاج التندوري بشعبية كبيرة (باستخدام عصير الليمون لطهي الدجاج بدلاً من الكريمة المستخدمة في الوصفة الهندية المعتادة). مزجت المجتمعات اليهودية البغدادية الأخرى في جنوب شرق آسيا أطباقهم اليهودية العراقية الأصلية مع تأثيرات المطبخ المحلي.

## المعابد
| مدينة           | كنيس أو مجمع يهودي | افتتح العام                              |
| --------------- | ------------------ | ---------------------------------------- |
| بومباي          | الكنيست الياهو     | 1884                                     |
| بومباي          | ماجن ديفيد         | 1864                                     |
| كلكتا           | ماجن ديفيد         | 1884                                     |
| هونج كونج       | اوهيل ليا          | 1902                                     |
| بونا            | اوهيل ديفيد        | 1867                                     |
| شنغهاي          | اوهيل راشيل        | 1921                                     |
| سنغافورة        | ماغين ابوث         | 1878                                     |
| سنغافورة        | تشيسيد إل          | 1905                                     |
| يانجون (رانجون) | Musmeah يشوع       | 1896                                     |
| يانجون (رانجون) | بيث إل             | 1932؛ مغلق بنهاية الحرب العالمية الثانية |

ما بعد الحرب العالمية الثانية البغدادي الأوسع والشتات اليهودي العراقي.
| مدينة      | كنيس أو مجمع يهودي      | افتتح العام |
| ---------- | ----------------------- | ----------- |
| لندن       | كنيس اوهيل ديفيد الشرقي | 1959        |
| لوس أنجلوس | مجمع كاهل يوسف          | 1959        |
| نيويورك    | مجمع بن نهاريم          | 1983        |
| نيويورك    | المركز اليهودي البابلي  | 1997        |
| سيدني      | كنيس بيت يسرائيل        | 1962        |

## اليهود البغداديون البارزون
- ديفيد إبراهام، الرئيس التنفيذي للقناة الرابعة.
- إستر فيكتوريا أبراهام، عارضة أزياء وممثلة هندية.
- ساسون ج. ديفيد [الإنجليزية]، مصرفي (مؤسس بنك الهند) وعضو في مؤسسة بلدية بومباي.
- بريان الياس، ملحن.
- إدوارد إسحاق عزرا [الإنجليزية]، تاجر أفيون ومطور عقاري.
- بريان جورج، ممثل إسرائيلي المولد من أصل يهودي بغدادي هندي؛ الأكثر شهرة لعب دور صاحب متجر باكستاني، "Bhabu"، على المسلسل التلفزيوني الأمريكي ساينفيلد.
- سيلاس آرون هاردون، قطب عقارات.
- أبراهام هليل [الإنجليزية]، ربي.
- ديفيد وسيمون روبن [الإنجليزية]،[82] أباطرة.
- شلومو بخور حسين [الإنجليزية]، حاخام وناشر.
- اللفتنانت جنرال JFR جاكوب [الإنجليزية]، القائد العسكري الهندي في حرب تحرير بنغلاديش عام 1971؛ الحاكم السابق لغوا والبنجاب.
- حكم عزرا روبن باروك [الإنجليزية]، رئيس كهنة القدس عام 1856؛ سافر إلى الهند واستقر في كلكتا. ورد اسمه في كتاب الحاخام حزقيال نسيم مصلح بعنوان "على ضفاف نهر الغانغا: إقامة اليهود في كلكتا.[7]
- جيري جودا، فنان ومصمم.
- تيم يهوذا، صحفي ومؤرخ.
- اللورد قدوري [الإنجليزية].
- أنيش كابور [الإنجليزية]، نحات بريطاني آسيوي؛ أم يهودية بغداديه.
- ديفيد سول مارشال، أول رئيس وزراء لسنغافورة.
- نادرة، ممثلة بوليوود.
- ديفيد وسيمون روبن [الإنجليزية]، من رجال الأعمال البريطانيين الآسيويين.
- ألبرت عبد الله دافيد ساسون، تاجر.
- ديفيد ساسون، تاجر ومؤسس عائلة ساسون.
- ساسون ديفيد ساسون [الإنجليزية]، تاجر إنجليزي.
- سيجفريد ساسون، الشاعر الإنجليزي خلال الحرب العالمية الأولى، حفيد ساسون ديفيد ساسون.
- ابراهام سوفاير [الإنجليزية]، ممثل.
- جايل سيليمان، باحثة ومؤرخة نسوية.
- ديفيد مردخاي [الإنجليزية]، مصور.
- خواجة Israel Sarhad and Khwaja Fanous Kalantar وملاك الأراضي والدبلوماسيون وأباطرة المال (انظر خواجة).[83]
- ابراهام ديفد سوفاير [الإنجليزية]، قاضٍ اتحادي سابق في محكمة مقاطعة الولايات المتحدة للمنطقة الجنوبية لنيويورك، وباحث في معهد هوفر والمستشار القانوني لوزارة الخارجية الأمريكية.

## روابط خارجية
- "Baghdadi Jewish Community". Iraqi Jewish Archives. U.S. National Archives and Records Administration. مؤرشف من الأصل في 2016-12-02.
- اليهود الهنود - الموسوعة اليهودية
- يهود كلكتا - الموسوعة اليهودية